# 三引擎噴射機

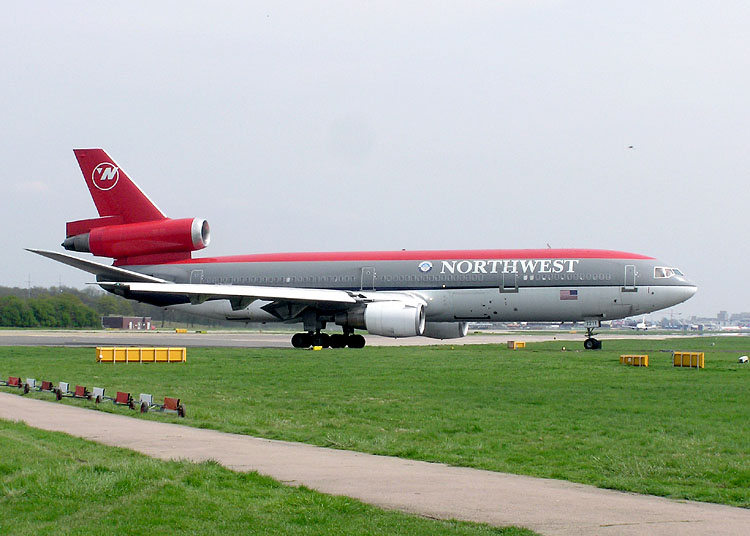
西北航空的麥道DC-10，即為一款三引擎飛機

三引擎噴射機是有三個噴射引擎的飛機，三引擎噴射機曾是世界上最廣泛使用的飛機種類之一，但隨著引擎的推力越來越大，許多雙引擎飛機的性能能與三引擎媲美，使三引擎噴射機逐漸沒落。
除了三引擎喷射机外，还有三引擎固定翼螺旋桨飞机（如三引擎Ju-52（Ju 52/3m））和三引擎直升机（如西科斯基CH-53E直升机）。

## 结构

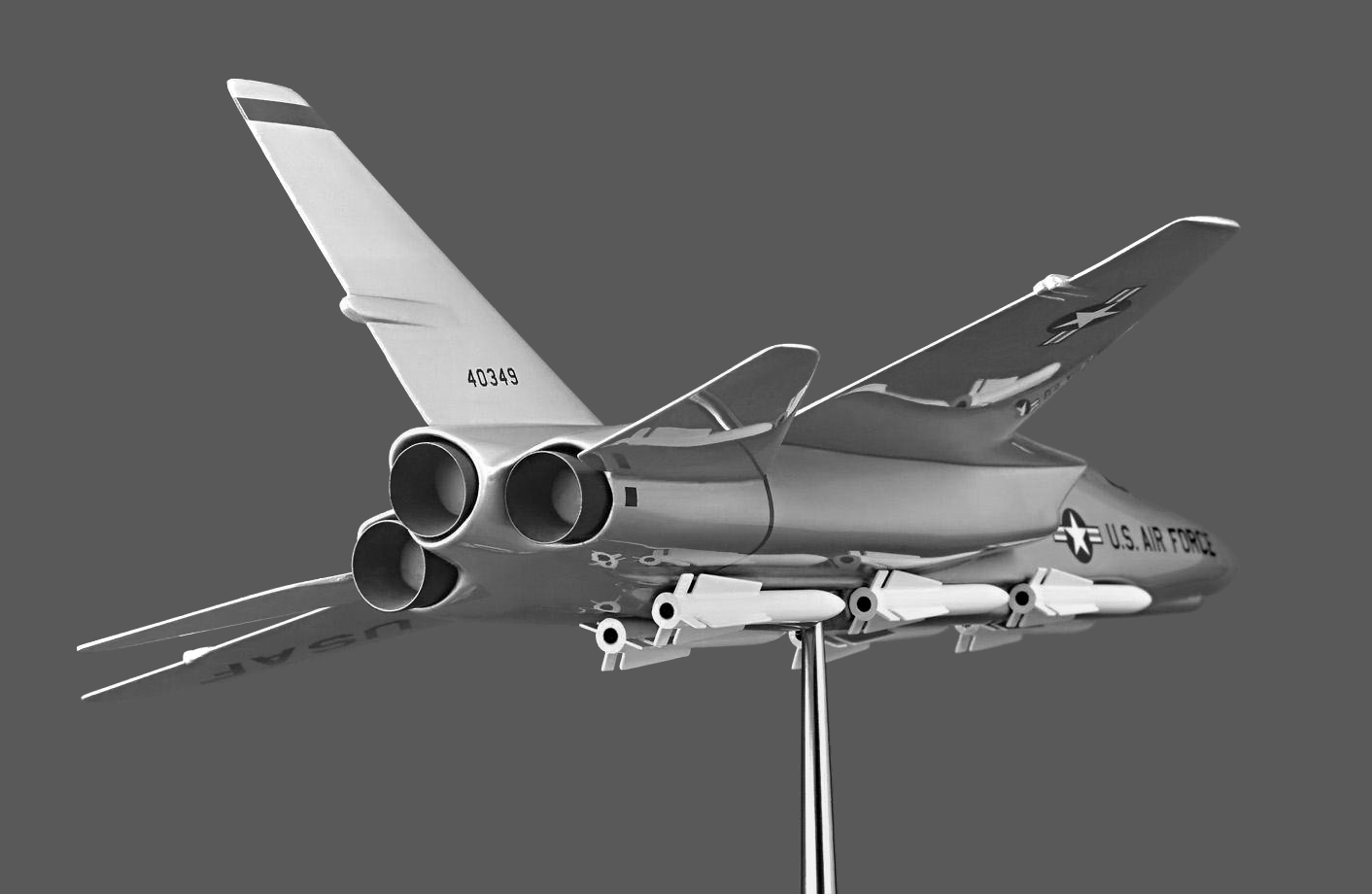
NR-349.

和双引擎飞机相比，三引擎噴射機的第三个引擎裝配在機尾垂直尾舵和机身之间，位于机身中线上。这样可以使动力平衡，并获得相对好的空气动力学效果。

## 历史
直到20世纪中期，喷射引擎的可靠性不高，因此双引擎飞机被禁止进行长距离飞行，直到双发延程飞行定立前，双引擎飞机都不能执行超过两个小时的长程航班。而三引擎飞机没有此限制，且成本低于四引擎飞机，因此占据了不少长程航班的市场。
第一款三引擎噴射機是霍克薛利三叉戟。1970年代大量三引擎飛機問世，包括麥道DC-10和洛克希德L-1011，這些客機都是廣體客機，能裝載250-300人，在營運方面花費比四引擎飛機少，更適合越洋航線。三引擎噴射機在1970年－1980年代的美國是十分受歡迎的，在1970年－2000年間，美國航空曾營運超過125架三引擎飛機，聯合航空曾營運超過177架三引擎飛機。
三引擎客機比四引擎客機省油，看似少了一個引擎的維修需求，但實際上若要正確的拆裝及保養在機尾的引擎，很費工時，很容易造成維修不確實，許多航空公司曾引入簡單的拆裝方法，但也會破壞結構；當機尾引擎故障、脫離或爆炸時，會破壞控制系統；許多墜機及死傷可以歸咎於此問題。
MD-11承接DC-10的設計，於1990年問世，可是MD-11的表現未如理想，加上不少同廠及其他同類產品的競爭下，諸如波音777及A330／A340，且雙引擎客機及四引擎客機的營運成本都比三引擎的低，使得MD-11的銷售量大減，於2001年宣佈停產。MD-11是最後一款三引擎噴射機，它的停產標誌著三引擎噴射機的歷史使命完成。
現今大多數三引擎噴射機的生產及研發已經終止了，由更具效益的雙引擎飛機取代。當今的飛機引擎故障率比以前的較低，更具燃油效益，基本上雙引擎能為一架大型飛機提供所需的動力，但一些巨大飛機如波音747及A380則選擇由四引擎來推動（四引擎比三引擎耗油些但可以省卻機尾引擎的保養成本）。隨著引擎推力增加，雙發延程飛行的認證飛機也隨之增加，如波音777的雙發延程飛行便增加至207分鐘，三引擎飛機已經失去競爭力了。

## 优缺点

### 优点
长距离飞行较双引擎飞机更安全，比四引擎更省油，在发动机可靠性不高的時代效益更是明顯。

### 缺点
第三个引擎安装在机尾，设计和维修较双引擎及四引擎飞机复杂，而且空气动力学效率低，油耗高于双引擎飞机。其可靠性優點必須依靠確實維修保養才能實現，但此時三引擎客機的整體成本會比四引擎客機更昂貴；如果沒有確實維修保養，其可靠性會遠低於雙引擎客機。

## 著名的三引擎飞机

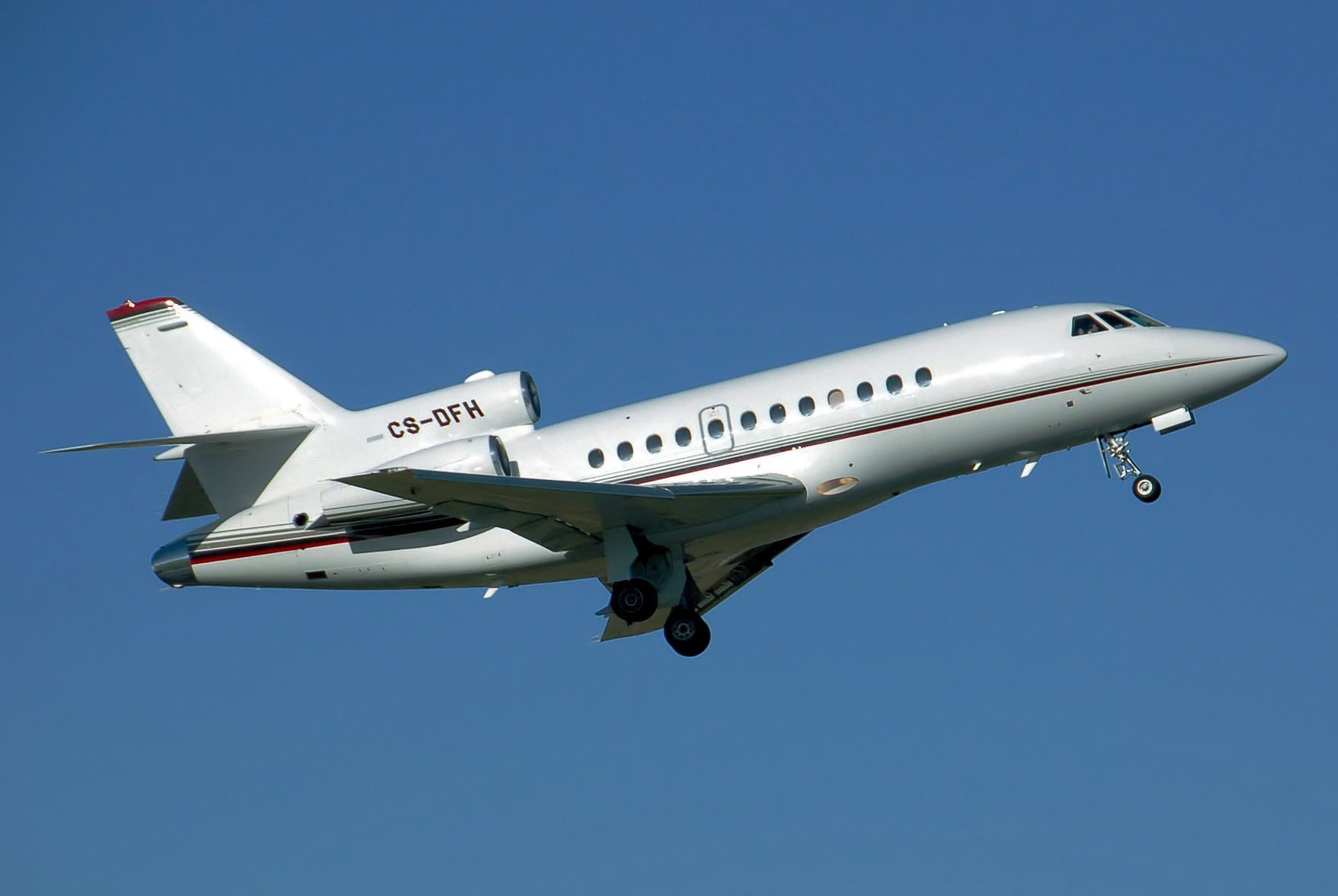
达梭隼900型

### 三引擎运输機
- 三引擎Ju-52（Ju 52/3m）
- BN-2A MkⅢ Trislander

### 三引擎公務機
- 达梭隼50
- 达梭隼900
- 雅克-40
- 達索獵鷹7X

### 三引擎窄體商業客機
- 波音727
- 圖波列夫Tu-154
- 雅科夫列夫Yak-42
- 霍克薛利三叉戟型

### 三引擎寬體商業客機
- 洛克希德L-1011三星機
- 麦道DC-10
- 麦道MD-11

## 終止研發的三引擎飛機
- 波音747-300三引擎型：曾一度構想為三引擎飛機，可是因上層甲板會影響二號引擎運作而終止。[3]
- Dassault超音波公務機[4]
- 閃鋅礦寬體三引擎噴射機（Blended Wing Body Trijet）[5]

## 其他設計提議
- 有三引擎翼身融合飛機的提案，例如波音X-48（英语：Boeing X-48）
- Airbus有提議使用對稱式垂直尾翼的三引擎客機